# Гребля Діджле
Гребля Діджле (Тигрисська гребля) — гребля і ГЕС побудовані в провінції Діярбакир за 50 км від міста Діярбакир, за 22 км від Кралкизи та за 800 м від злиття Мадена і Дібні, що утворюють Тигр.
Підготовчі роботи були розпочаті ще в 1986 р. Провідною метою цього проєкту вартістю 22 трлн лір (у цінах 1997 р.) є виробництво електроенергії та іригація. На правому березі Тигра зрошується понад 120 тис. гектарів. Висота греблі — 75 м, об'єм водосховища майже 0,6 км³, а його площа — 24 км². Встановлена потужність ГЕС — 110 МВт, а щорічне виробництво електроенергії — 298 млн кВт·год. Після завершення проєкту щорічний дохід від ГЕС може становити 2 980 000 000 000 лір, а від іригації 9 800 000 000 000 лір (у цінах 1997 року).
Інтегрований проєкт Діджле — Кралкизи (Кралкизи-Тигрисський проєкт) містить дві греблі — греблю Кралкизи і ГЕС і Тигрисську греблю і ГЕС, спорудження яких було завершено в 1997 р.; 25 жовтня 1997 року було розпочато наповнення водосховищ. Вартість проєкту — 31 трлн лір (у цінах 1997 р.), а термін реалізації — 13 років. У результаті здійснення цього інтегрованого проєкту зрошується понад 120 тис. гектарів на правому березі Тигра. Обидві ГЕС здатні щорічно виробляти 444 млн кВт·год електроенергії. Крім того, цей проєкт забезпечує населення питною водою і дає воду для внутрішніх і промислових потреб у провінцію Діярбакир.

## Ресурси Інтернету
- State Hydraulic Works (DSİ), Turkey. General information on Dicle Dam, Turkey. Архів оригіналу за 2 липня 2014. Процитовано 4 березня 2009.
- GAP Regional Development Administration — Impounding started at Kralkızı and Dicle Dams
- www.un.org.tr/undp/Gap.htm — United Nations Southeast Anatolia Sustainable Human Development Program (GAP)
- www.ecgd.gov.uk
- www.gap.gov.tr — Official GAP web site [Архівовано 1 травня 2012 у Wayback Machine.]